# Guerewol

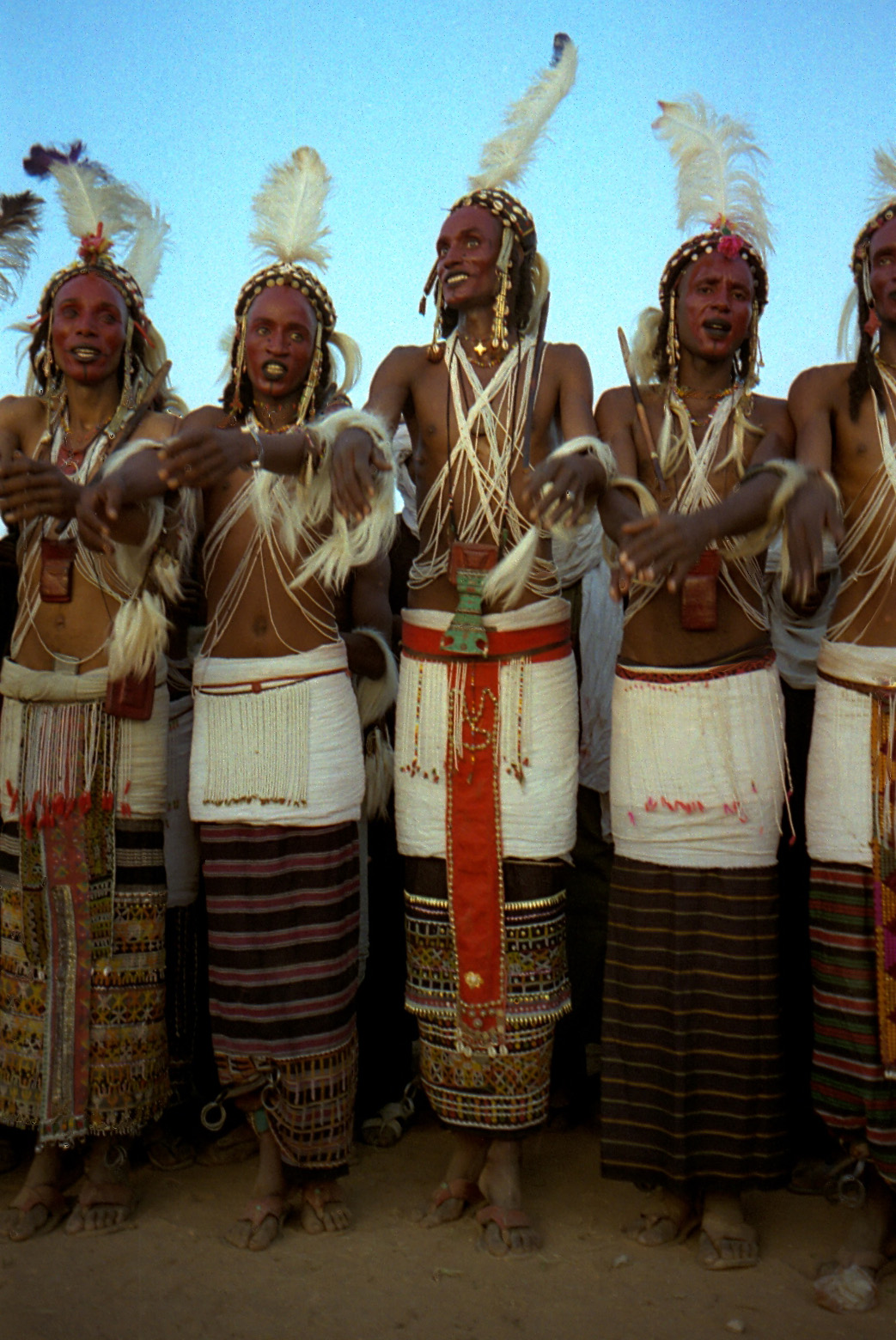
Participantes en el Guerewol bailan la danza Guérewol. El ganador es el hombre joven delgado en el medio. Fotografía 1997 en Níger.

Guerewol es una competición de cortejo anual en el pueblo Fula Wodaabe de Niger. Los hombres jóvenes vestidos con ornamentos elaborados y sus rostros decorados se reúnen para bailar y cantar en filas, para captar la atención de mujeres jóvenes casaderas. El Guérewol se desarrolla cada año cuando el pueblo nómada tradicional de ganaderos se reúne en el sector sur del Sahara antes de dispersarse hacia el sur hacia las pasturas de la temporada seca. El punto de encuentro más famoso es In-Gall en el noroeste de Níger, allí tiene lugar un gran festival, mercado y reuniones de clanes tanto para el pueblo Wodaabe como para el pueblo de pastores Tuareg. El evento con la danza es denominado el Yaake, mientras que otros elementos, tales como la negociación sobre la dote, competiciones o carreras de camellos entre los pretendientes completan el festival que dura una semana. El Guérewol se desarrolla en todo sitio en el cual se reúnen los Wodaabe: desde Niamey, hasta otros sitios a los cuales se desplazan los Wodaabe en sus ciclos de transhumancia, que se extienden hasta el norte de Camerún y Nigeria

### Fotografías y videos
- Fotografías de Gerewol BBC Human Planet
- Video de la danza Wodaabe
- Video del festival Gerewol, National Geographic
- Wodaabe dancer photos: part 1, part 2
- Wodaabe photos, por Amanda Jones
- Mr Sahara 2004
- The Wodaabe's Cure Salée por Christine Nesbitt
- Festival de los Nómadas - Cure Salée Experiencia del festival Cure Salée y fotografías Wodaabé